# 2022 en architecture
| Années de l'architecture : 2019 - 2020 - 2021 - 2022 - 2023 - 2024 - 2025    |
| Décennies de l'architecture : 1990 - 2000 - 2010 - 2020 - 2030 - 2040 - 2050 |

Les événements liés à l'architecture au cours de l'année 2022 du calendrier grégorien

## Événements
- 9 juin : en Roumanie, le pont de Luțca s'effondre malgré des avertissements et fait 1 blessé.

## Récompenses
- 15 mars : le prix Pritzker est attribué à Diébédo Francis Kéré

## Décès
- 7 janvier : Eberhard Zeidler
- 10 janvier : Friedrich Kurrent
- 14 janvier : Ricardo Bofill
- 26 janvier : Philippe Fraleu
- 27 janvier : Silvia Gmür
- 16 mars : Michel Holley
- 17 mars : Christopher Alexander
- 24 mars : John Andrews
- 9 avril : Riccardo Dalisi
- 24 avril : Valentin Fabre
- 10 juin : Harry Gesner (en)
- 13 juin : Martha Levisman (en)
- 20 juin : Jordi Bonet i Armengol
- 9 juillet : Wim Quist (en)
- 9 juillet : Ljiljana Bakić (en)
- 12 juillet : Michael Fowler (en)
- 15 juillet : Michel Mosser
- 15 juillet : Meng Zhaozhen (en)
- 2 août : Lucien Kroll
- 9 août : Miles Warren (en)
- 16 août : Mark Girouard
- 18 août : Felix Novikov (en)
- 23 août : José Vivas (en)
- 4 septembre : Arthur Cotton Moore (en)
- 9 septembre : James Polshek
- 17 septembre : Vlado Milunić
- 7 octobre : Fernando González Gortázar (en)
- 11 octobre : François Iselin

## Centenaire
Naissance
- Raymond Affleck
- Édouard Altounian
- Roger Aujame
- David Azrieli
- Günter Behnisch
- Bogdan Bogdanović
- Uglješa Bogunović
- Fabien Castaing
- Pierre-André Dufétel
- Heydar Ghiai
- Jerzy Główczewski
- Pierre Margot
- Jean Ouellet
- Giuseppe Patanè
- Jaakko Paatela
- Kevin Roche
- Guy Rottier
- Werner Ruhnau
- Walter Schrempf
- Osmo Sipari
- René Stapels
- Radivoje Tomić
- Michael Ventris
- Paul Vimond
- Gin Wong
- Iannis Xenakis

Décès
- Louis Bezencenet
- Prosper-Édouard Bissuel
- Ernest Burnat
- Gustave Charlier
- Eugène-Toussaint Cateland
- Henry Martyn Congdon
- Horace Édouard Davinet
- Henri Deverin
- Louis-Zéphirin Gauthier
- Florentin Granholm
- Karl Griebel
- Theodor Josef Hubert Hoffbauer
- Alexander Cowper Hutchison
- Richard Jordan
- Jean-Baptiste Ernest Lacombe
- Frédéric Marin
- Enrique María Repullés y Vargas
- Marius Toudoire
- Eugène Vallin
- Jules Viatte